# Lophornis gouldii
Lophornis gouldii là một loài chim trong họ Trochilidae.